# 梅多克地区普里尼亚克
梅多克地区普里尼亚克（法語：Prignac-en-Médoc，法語發音：[pʁiɲak ɑ̃ medɔk]）是法国吉伦特省的一个旧市镇，属于莱斯帕尔梅多克区。2019年，梅多克地区普里尼亚克与市镇布莱尼昂合并为新市镇布莱尼昂-普里尼亚克。

## 地理
梅多克地区普里尼亚克（45°19'38"N, 0°54'48"W）面积7.44 平方千米，位于法国新阿基坦大区吉倫特省，该省份为法国西南部沿海省份，是法國本土面积最大的省，北起滨海夏朗德省，西临大西洋，南至朗德省，东南接洛特-加龍省，东临多爾多涅省。
与梅多克地区普里尼亚克接壤的市镇（或旧市镇、城区）包括：梅多克地区锡夫拉克、布莱尼昂、莱斯帕尔梅多克。
梅多克地区普里尼亚克的时区为UTC+01:00、UTC+02:00（夏令时）。

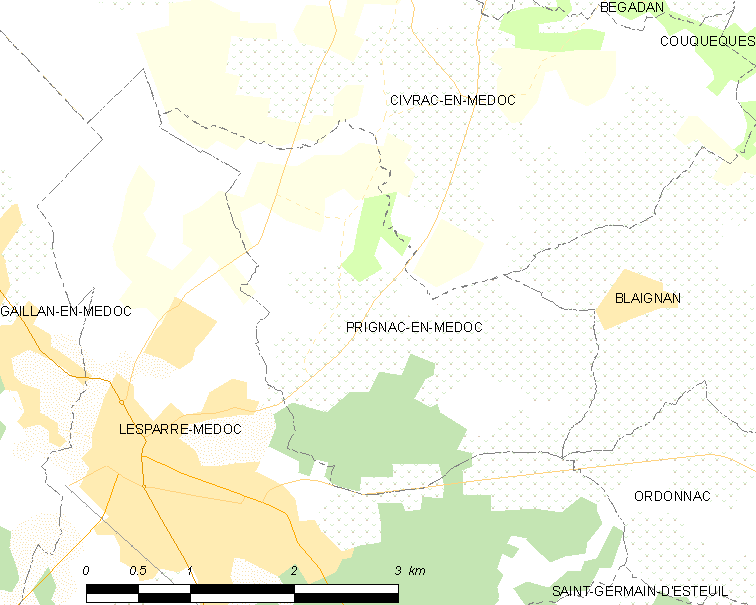
梅多克地区普里尼亚克的OSM定位图

## 行政
梅多克地区普里尼亚克的邮政编码为33340，INSEE市镇编码为33338。

## 政治
梅多克地区普里尼亚克所属的省级选区为北梅多克县。

## 人口

1962-2008年间梅多克地区普里尼亚克人口变化图示

梅多克地区普里尼亚克于2015时的人口数量为207人。